# Michael Kaul (Fußballspieler)
Michael Kaul (* 18. Mai 1963) ist ein ehemaliger deutscher Fußballspieler.
Der 1,85 m große Abwehrspieler absolvierte in den Jahren 1984 bis 1987 insgesamt 58 Spiele für den MSV Duisburg und den FSV Salmrohr in der 2. Fußball-Bundesliga und schoss dabei ein Tor.
Später schlug Kaul die Trainerlaufbahn ein. Zunächst war er Assistent von Fred Bockholt bei den Amateuren des MSV Duisburg, später betreute er die zweite Mannschaft des Wuppertaler SV, die nach der Fusion mit Borussia Wuppertal kurzzeitig als dritte Mannschaft weiter bestand, dann jedoch aufgelöst wurde, woraufhin Kaul seinen Trainerjob verlor.

## Stationen
- 1969–1982 Wuppertaler SV
- 1982–1984 Wormatia Worms
- 1984–1986 MSV Duisburg
- 1986–1987 FSV Salmrohr